# Makilala
Makilala, es un municipio filipino de primera categoría, situado al sur de la isla de Mindanao. Forma parte de la provincia de Cotabato del Norte situada en la Región Administrativa de Soccsksargen también denominada Región XII. 
Para las elecciones está encuadrado en el Segundo Distrito Electoral de esta provincia.

## Barrios
El municipio de Makilala se divide, a los efectos administrativos, en 38 barangayes o barrios, conforme a la siguiente relación:
| - Batasan - Bato - Biangan - Buena Vida - Buhay - Bulakanon | - Cabilao - Concepción - Dagupan - Garsika - Guangan - Indangan | - Jose Rizal - Katipunan II - Kawayanon - Kisante - Leboce - Libertad | - Luayon - Luna Norte - Luna Sur - Malabuan - Malasila - Malungon | - Nueva Baguio - Nueva Bulatukan - Nueva Cebu - Old Bulatukan - Población - Rodero | - Saguing - San Vicente - Santa Felomina - Santo Niño - Sinkatulan - Taluntalunan | - Villaflores - Nueva Israel |  |